# UCI World Tour 2020
UCI World Tour 2020 var den tiende udgave af UCI World Tour. Den indeholdt 36 endags- og etapeløb i Europa, Mellemøsten, Australien, Nordamerika og Kina.
De største forandringer fra 2019 var at Tour of California var aflyst og Tyrkiet Rundt var nedgraderet til UCI ProSeries.

## Hold
Ændringer fra 2019 er at Israel Start-Up Nation overtager Team Katusha-Alpecins World Tour-licens og Cofidis kommer ind.
| UCI WorldTeams (19)- AG2R La Mondiale - Astana - Bahrain McLaren - Bora-Hansgrohe - CCC Team - Cofidis - Deceuninck-Quick Step - EF Pro Cycling - Groupama-FDJ - Israel Start-Up Nation - Lotto Soudal - Mitchelton-Scott - Movistar Team - NTT Pro Cycling - Ineos - Jumbo-Visma - Team Sunweb - Trek-Segafredo - UAE Team Emirates |
| |

## Løb
Efter de fem første løb blev resten aflyst på grund af coronaviruspandemien. 
5. maj annoncerede UCI en opdateret kalender, uden E3 BinckBank Classic, Romandiet Rundt, Schweiz Rundt, Catalonien Rundt, Baskerlandet Rundt og Clásica de San Sebastián som alle var blevet aflyst. De fleste løb som fik ny placering på kalenderen blev gennemført, blandt andet alle tre Grand Tours.
     Grand Tours (3)      Monumenter (5)
| Dato                | Løb                                      | Vinder | Oprindelig dato    |
| ------------------- | ---------------------------------------- | --- | ------------------ |
| 21. jan. - 26. jan. | Tour Down Under (2020)                   | Richie Porte (TFS) Etaper: Bennett, Ewan, Porte, Ewan, Nizzolo, Holmes |                    |
| 2. feb.             | Cadel Evans Great Ocean Road Race (2020) | Dries Devenyns (DQT) |                    |
| 23.-27. feb.        | UAE Tour (2020)                          | Adam Yates (MTS) Etaper: Ackermann, Ewan, Yates, Groenewegen, Pogačar | 23. -29. feb.      |
| 29. feb.            | Omloop Het Nieuwsblad (2020)             | Jasper Stuyven (TFS) |                    |
| 8.-14. mar.         | Paris-Nice (2020)                        | Maximilian Schachmann (BOR) Etaper: Schachmann, Nizzolo, García, Kragh Andersen (ITT), Bonifazio, Benoot, Quintana | 8.-15. mar.        |
| 23.-29. mar.        | Catalonien Rundt                         | aflyst |                    |
| 27. mar.            | E3 BinckBank Classic                     | aflyst |                    |
| 1. apr.             | Dwars door Vlaanderen                    | aflyst |                    |
| 6.-11. apr.         | Baskerlandet Rundt                       | aflyst |                    |
| 28. apr. - 3. maj   | Romandiet Rundt                          | aflyst |                    |
| 1. maj              | Eschborn-Frankfurt                       | aflyst |                    |
| 7.-14. jun.         | Tour de Suisse                           | aflyst |                    |
| 25. jul.            | Clásica de San Sebastián                 | aflyst |                    |
| 1. aug.             | Strade Bianche (2020)                    | Wout van Aert (TJV) | 7. mar.            |
| 5.-9. aug.          | Polen Rundt (2020)                       | Remco Evenepoel (DQT) Etaper: Jakobsen, Pedersen, Carapaz, Evenepoel, Ballerini | 5.-11. jul.        |
| 8. aug.             | Milano-Sanremo (2020)                    | Wout van Aert (TJV) | 21. mar.           |
| 12.-16. aug.        | Critérium du Dauphiné (2020)             | Daniel Martínez (EF1) Etaper: Van Aert, Roglič, Formolo, Kämna, Kuss | 31. maj - 7. jun.  |
| 15. aug.            | Lombardiet Rundt (2020)                  | Jakob Fuglsang (AST) | 10. okt.           |
| 16. aug.            | EuroEyes Cyclassics                      | aflyst |                    |
| 16. aug.            | RideLondon-Surrey Classic                | aflyst |                    |
| 25. aug.            | Bretagne Classic Ouest-France (2020)     | Michael Matthews (SUN) | 23. aug.           |
| 29. aug. - 20. sep. | Tour de France (2020)                    | Tadej Pogačar (UAD) Etaper: Kristoff, Alaphilippe, Ewan, Roglič, van Aert, Lutsenko, van Aert, Peters, Pogačar, Bennett, Ewan, Hirschi, Martínez, Kragh Andersen, Pogačar, Kämna, López, Kwiatkowski, Kragh Andersen, Pogačar (ITT), Bennett  | 27. jun. -19. jul. |
| 7.-14. sep.         | Tirreno-Adriatico (2020)                 | Simon Yates (MTS) Etaper: Ackermann, Ackermann, Woods, Hamilton, Yates, Merlier, Van der Poel, Ganna (ITT) | 11.-17. mar.       |
| 11. sep.            | Grand Prix Cycliste de Québec            | aflyst |                    |
| 13. sep.            | Grand Prix Cycliste de Montréal          | aflyst |                    |
| 29. sep. - 3. okt.  | BinckBank Tour (2020)                    | Mathieu van der Poel (AFC) Etaper: Philipsen, Pedersen, Kragh Andersen (ITT), van der Poel | 31. aug. - 6. sep. |
| 30. sep.            | La Flèche Wallonne (2020)                | Marc Hirschi (SUN) | 22. apr.           |
| 3.-25. okt.         | Giro d'Italia (2020)                     | Tao Geoghegan Hart (IGD) Etaper: Ganna (ITT), Ulissi, Caicedo, Démare, Ganna, Démare, Démare, Dowsett, Guerreiro, Sagan, Démare, Narváez, Ulissi, Ganna (ITT), Geoghegan Hart, Tratnik, O'Connor, Hindley, Černý, Geoghegan Hart, Ganna (ITT) | 9.-31. maj         |
| 4. okt.             | Liège-Bastogne-Liège (2020)              | Primož Roglič (TJV) | 26. apr.           |
| 10. okt.            | Amstel Gold Race                         | aflyst | 19. apr.           |
| 11. okt.            | Gent-Wevelgem (2020)                     | Mads Pedersen (TFS) | 29. mar.           |
| 15.-20. okt.        | Tour of Guangxi                          | aflyst |                    |
| 18. okt.            | Flandern Rundt (2020)                    | Mathieu van der Poel | 5. apr.            |
| 20. okt. - 8. nov.  | Vuelta a España (2020)                   | Primož Roglič (TJV) Etaper: Roglič, Soler, D. Martin, S. Bennett, Wellens, Izagirre, Woods, Roglič, Ackermann, Roglič, Gaudu, Carthy, Roglič (ITT), Wellens, Philipsen, Cort, Gaudu, Ackermann                                                | 14. aug. - 6. sep. |
| 21. okt.            | Tre dage ved Panne (2020)                | Yves Lampaert | 25. mar.           |
| 25. okt.            | Paris-Roubaix (2020)                     | aflyst | 12. apr.           |